# Дворска љубав
Дворска љубав или куртоазна љубав (у француском cour значи двор) била је начин изражавања витешке и племените љубави и дивљења у Средњем веку.
Настала је на двору Аквитаније, Провансе, Шампање и Бургундије, пред крај XI века. Представља доживљај између еротске љубави и духовности, који делује противречно
Израз „дворска љубав“, настао је у XIX веку, а од тада његова тумачења, порекло и утицај стоје под низом полемика.

## Порекло термина
Израз amour courtois ("дворска љубав") дефинисао је Гастон Пари у његовом чланку из 1883. "Études sur les romans de la Table Ronde: Lancelot du Lac, II: Le conte de la charrette", који се бави делом Кретјена де Троа
Ланселот, или витез с колицима (1177). Пари је рекао да је amour courtois била узор и племенита вештина. Љубавник (идеалиста) прихвата самосталност његове драге и покушава да начини себе достојним ње, храброшћу и чашћу, чинећи шта год она затражи. Циљ, чак ни исход није било сексуално задовољство, но љубав није била ни потпуно платонска, већ се заснивала на телесној привлачности.
Паријев израз је ускоро постао општеприхваћен и коришћен.
Већ у 1970. овај израз се посматрао на критички начин, као „измишљотина модерног доба“, „Мит о дворској љубави“, јер се сматрало да није постојала подршка у виду материјалних записа из оригиналних средњовековних докумената. Експлицитно, појављује се у само једној провансилској песми (у виду "cortez amors"), у XII веку, поезији Пеира д'Алверна), где је уско повезана са изразом fin'amor ("фина љубав"), који се често појављује у провансилској, француској, па и немачкој поезији.
Другим речима, изрази у вези са „куртоазијом“ и „љубави“ се појављују кроз читав Средњи век.
Концепт „дворске литературе“ се такође повезује са идејом постојања дворских текстова - текстова које су писали и читали људи са заједничком културом и социјалним миљеом. Међутим, велика количина текстова који се препознају као „дворски“, такође садрже и „недворске“ текстове, што представља још један проблем у разумевању израза.

## Историја
Дворску љубав развило је племство на дворовима у Аквитанији, Прованси, Шампањи и Бургундији, у време Првог крсташког похода (1099.).
Елеонора од Аквитаније донела је са аквитанијског двора идеју дворске љубави, на двор Француске, а затим и y Енглеску. Ова љубав нашла је своју експресију у поезији трубадура, међу којима је био Вилијам IX од Аквитаније (1071–1126), један од првих трубадура.
Песници су усвојили терминологију феудализма и изјашњавали су се као слуге дама, којима су се обраћали са midons (господару), што је својеврсна кодификација, како се не би открило име дама. Идеал трубадура била је жена њиховог господара, дама на високом положају, најчешће богата и моћна господарица замка. Када би њен супруг отишао у Крсташки поход, она би господарила домаћинством и друштвеним односима. Некада је то чинила и када је њен супруг био код куће. Таквој моћној дами, песник је давао свој глас, а само они који су били племенити су могли да уживају у дворској љубави. Ова нова врста љубави видела је племенитост, не у богатству и породичној историји, већ у карактеру и понашању човека - што је било охрабрење за осиромашене витезове.
Средњи век је било време када брак није имао везе са љубаљу, па је дворска љубав била начин да племство изрази љубав коју не проналази у сопственим браковима. „Љубавници“ у контексту дворске љубави нису били везани за секс, већ чин емоционалног вољења. Ови љубавници су имали тајне изливе нежности, али никада физички. Правила дворске љубави су била кодификована до XII века, посебно у роману Андреаса Капелана - 
De Amore у коме, између осталог и пише:
- "Брак није исто што и љубав"
- "Ко није љубоморан, не може да воли"
- "Нико не може да воли двоје"
- "Када се објави, љубав не траје"

### Утицај Ислама и Андалузије
Многа правила и традиције дворске љубави проналазимо код Овидија, по Андреасу Капелану, али нема јасних материјалних доказа за ову тврдњу. Међутим, правила дворске љубави налазимо у арапској књижевности. Од самих полетака дворска љубав је падала под утицај исламске књижевности, као и поезије Андалузије. У контакте са таквом врстом поезије и уметности Вилијем X од Аквитаније могао је да дође, посредством крсташких похода.
Неколико чинилаца постоји у арапској књижевности - „љубав ради љубави“ и „дивљење вољеној дами“, још у IX и X веку. Постојање оплемењујуће љубави, односно „оплемењујуће силе“ настало је у X и XI веку, прво у исламској филозофији. Затим, елемент „неузвраћене љубави“ постоји у исламској књижевности имлицитно.
У Шпанији XI века, постојали су лутајући песници-музичари који су ишли од двора до двора, често залазили чак и у хришћанске земље, попут јужне Француске. Контакти између тих шпанских песника и француских трубадура су били чести, а и музичке форме су им биле сличне.

## Анализа
Историјска анализа дворске љубави варира од научника до научника. Поглед историчара на то време доминације патријархалних вредности и теократије, види дворску љубав као увођење хуманизма, или барем хуманистичке реакције на пуританизам Католичке цркве.
Научним језиком, дворска љубав се цени због уздизања феминистичких вредности и племенитости духа. Побуна Цркве почетком XIII века против овога, представља ништа друго него револт против такве надолазеће „сексуалне револуције“.
Међутим, већина научника се слаже да је дворска љубав уско повезана са Црквом, у заједничком покушају да цивилизују грубе германске феудалне образце XI века.
Понекада би дама била princesse lointaine, - далека принцеза у коју се песник заљуби, само на основу описа њене савршене лепоте, али најчешће није било тако. Како су правила дворске љубави постајала сложенија, витез је носио исте боје које је носила његова дама; било да је реч о плавој и црној, које су биле симбол верности; зеленој - као симболу неверности. Спасење, некада у рукама Цркве, долази из руку даме. У ретким случајевима било је и трубадурки које су своју емоцију изражавале за мушкарце.

## Књижевне конвенције
Књижевне конвенције дворске љубави налазимо код већине средњовековних аутора, попут Џефрија Чосера, Дантеа, Кретјена де Троа и других.
Средњовековни жанрови у оквиру којих можемо наћи дворску љубав су: лирска поезија, роман и алегорија.

### Поезија
Дворска љубав произашла је из поезије, првобитно у провансилских трубадура XI века..

### Романи
Вернакуларна и световна поезија romans courtois, дворских романа, садржи многе примере дворске љубави. Неки од њих се налазе у оквиру великог циклуса песама о Краљу Артуру и његовом двору. То је била литература, начињена први пут у историји по укусу читатељки.

### Алегорија
Средњовековна алегорија садржи елементе дворске љубави, попут првог дела Романа о ружи..

### Други жанрови
Можда најпознатије и најпопуларније дело представља De Amore Андреаса Капелана, описано као ars amandi ("умеће љубави") iz Provanse XII veka. из Провансе XII века. Он је писао своје дело по римском узору Овидију и његовом делу Ars amatoria ("Умеће љубави").
Мотив дворске љубави постоји, не само у средњовековној књижевности, већ и у озбиљним и комичним делима Елизабетанске ере. Шекспир у свом делу Ромео и Јулија приказује Ромеове покушаје да воли Розалину у маниру дворске љубави, док му се Меркуцио руга.

## Контроверзе

### Сексуалност
Преломна тачка око које се научници ломе јесте до које мере је дворска љубав била сексуална. Била је свакако еротска, донекле, а не само платонска - трубадури пишу о изгледу својих дама и осећањима које оне буде у њима. Није јасно шта песник о том питању треба да учини - да усмерава жељу ка вишим сферама, или физички конзумира.
Већина научника поистовећује дворску љубав са „чистом љубави“ коју је објаснио 1184. Андреас Капелан у своме делу.
Чиста љубав веже срца двоје љубавника осећајем потпунога задовољства. То је ништа више до ли промисли ума и страсти у срцу; не иде даље од пољупца, загрљаја и једноставнога контакта нагих љубавника, са изоставком крајњега чина, јер они који желе да воле чисто то не чине... То се зове мешовита љубав, која свој учинак и свако задовољство црпе из тела и завршава у крајњем чину Венус.
У оквиру трубадурске поезије, постоји много ставова. Неки песници су врло физички и сензуални, чак и храбро замишљају загрљаје са својом нагом дамом, док су други високо духовни, на граници са платонским.

### Стваран живот и дворска љубав
Следећа ствар која је изазвала полемике јесте да ли је дворска љубав била само књижевно средство, или се примењивала и у стварном животу. Нема историјских доказа да се практиковала у стварном животу - о томе не пише ништа у законицима, дворским архивама, хроникама, нити другим историјским изворима.
Постојање не-књижевних жанрова књига о дворској љубави може бити доказ о постојању праксе дворске љубави. Књига Кристине од Пизана Књига трију Врлина (1405.), изражава негодовање према дворској љубави, будући да се користила за скривање забрањених прељубничких афера. Дворска љубав је највероватније нашла своју експресију у обичајима, попут крунисања Краљице Љубави и Краљице лепоте на витешким турнирима.

### Дворови љубави
Постојање „Дворова љубави“ је такође врло упитно. То су били судови, са 10, до 70 жена које су преслушавале случајеве љубави и судиле им према правилима љубави. Научници XIX века узимали су у обзир могућност да су такви дворови постојали, али су каснији научници закључили да „ни једно писмо, хроника, песма, или посвета“ не говоре да је то постојало, изван књига.

## Фазе дворске љубави
- Привлачност везана за даму која се постиже очима/погледом
- Дивљење дами из далека
- Страсно заклињање на верност
- Дамино врло одбијање
- Жаљење са заклетвом Врлини око верности дами
- Жаљење са дозивањем смрти због одбијања
- Херојска дела која задобијају дамину наклоност
- Конзумирање тајне и забрањене љубави
- Бескрајне авантуре и избегавање откривања